# A Big Bang díjainak és elismeréseinek listája
A dél-koreai Big Bang együttes pályafutása során összesen több mint ötven díjat nyert el, köztük az MTV Europe Music Awards legjobb nemzetközi előadó díját és a japán MTV Video Music Awards legjobb videóklipnek járó díját. Dél-Koreában számos elismerést kaptak, többek között a Kulturális, sport- és turisztikai minisztérium is kitüntette őket.

## Dél-Korea

### Cyworld Digital Music Awards
| Év   | Jelölt dal/album | Díj                        | Eredmény |
| ---- | ---------------- | -------------------------- | -------- |
| 2006 | La La La         | A hónap újonca (október)   | Elnyerte |
| 2007 | Lies             | A hónap újonca (augusztus) | Elnyerte |
| 2007 | Lies             | A hónap dala (szeptember)  | Elnyerte |
| 2007 | Last Farewell    | A hónap dala (december)    | Elnyerte |
| 2008 | Haru Haru        | A hónap dala (szeptember)  | Elnyerte |
| 2008 | Sunset Glow      | A hónap dala (november)    | Elnyerte |
| 2009 | Lollipop         | A hónap dala (április)     | Elnyerte |
| 2009 | Hallelujah       | Pongszang (Bonsang)        | Elnyerte |

### Mnet Asian Music Awards
| Év   | Jelölt dal/album | Díj                                   | Eredmény |
| ---- | ---------------- | ------------------------------------- | -------- |
| 2007 | Lies             | Legjobb fiúegyüttes                   | Elnyerte |
| 2007 | Lies             | Az év dala                            | Elnyerte |
| 2008 | Day By Day       | Digitális kislemez díja               | Elnyerte |
| 2008 | Day By Day       | Mnet Music Portal-díj                 | Elnyerte |
| 2008 | Day By Day       | Legjobb fiúegyüttes                   | Elnyerte |
| 2008 | Day By Day       | Az év előadója                        | Elnyerte |
| 2009 |                  | Legjobb fiúegyüttes                   | Jelölve  |
| 2011 | Love Song        | Legjobb videóklip                     | Elnyerte |
| 2011 |                  | Legjobb fiúegyüttes                   | Jelölve  |
| 2011 | Tonight          | Legjobb tánckoreográfia (fiúegyüttes) | Jelölve  |
| 2011 | Tonight          | Az év dala                            | Jelölve  |
| 2011 |                  | Az év előadója                        | Jelölve  |
| 2012 |                  | Az év előadója                        | Elnyerte |
| 2012 |                  | Az év legjobb fiúegyüttese            | Elnyerte |
| 2012 | Monster          | Legjobb videó                         | Jelölve  |
| 2012 |                  | Legjobb globális együttes             | Jelölve  |
| 2012 |                  | Guardian Angel Worldwide Performer    | Elnyerte |
| 2015 | Bang Bang Bang   | Legjobb táncprodukció                 | Jelölve  |
| 2015 | Bang Bang Bang   | Az év dala                            | Elnyerte |
| 2015 | Bae Bae          | Az év videóklipje                     | Elnyerte |
| 2015 | Bigbang          | Az év előadója                        | Elnyerte |
| 2015 | Bigbang          | Legjobb férfi együttes                | Jelölve  |
| 2015 | Bigbang          | Weibo rajongói díj                    | Jelölve  |
| 2015 | Bigbang          | IQiyi világszerte kedvenc előadó      | Elnyerte |

### Golden Disk Awards
| Év   | Jelölt dal/album | Díj                     | Eredmény |
| ---- | ---------------- | ----------------------- | -------- |
| 2007 |                  | Bonsang-díj             | Elnyerte |
| 2008 |                  | Bonsang-díj             | Elnyerte |
| 2012 | Alive            | Legjobb album           | Jelölve  |
| 2012 | Alive            | Ponszang                | Elnyerte |
| 2012 | Alive            | MSN International Award | Elnyerte |

### Seoul Music Awards
| Év   | Jelölt dal/album | Díj                              | Eredmény |
| ---- | ---------------- | -------------------------------- | -------- |
| 2006 |                  | Újonc-díj                        | Elnyerte |
| 2008 | Stand Up         | Legjobb digitális album          | Elnyerte |
| 2008 |                  | Bonsang-díj                      | Elnyerte |
| 2008 |                  | Nagydíj                          | Elnyerte |
| 2009 |                  | Bonsang-díj                      | Elnyerte |
| 2009 | Remember         | Legjobb album                    | Elnyerte |
| 2009 |                  | Népszerű mobiltelefonos letöltés | Elnyerte |
| 2009 |                  | High One-díj                     | Elnyerte |
| 2012 |                  | Bonsang-díj                      | Elnyerte |
| 2012 |                  | Népszerűségi díj                 | Jelölve  |

### Mnet 20's Choice Awards
| Év   | Jelölt dal/album | Díj                            | Eredmény |
| ---- | ---------------- | ------------------------------ | -------- |
| 2008 |                  | Népszerű zenész                | Elnyerte |
| 2009 | Lollipop         | Legjobb reklámarc (a 2NE1-vel) | Elnyerte |
| 2011 |                  | Legnépszerűbb zenész           | Jelölve  |

## Japán

### Japan Record Awards
| Év   | Jelölt dal/album  | Díj                | Eredmény |
| ---- | ----------------- | ------------------ | -------- |
| 2009 |                   | Új előadó          | Elnyerte |
| 2009 | Legjobb új előadó | Elnyerte           |          |
| 2010 | Tell Me Goodbye   | Japan Record Award | Jelölve  |
| 2010 | Tell Me Goodbye   | Az év dala         | Elnyerte |

### Japan Gold Disc Award
| Év   | Jelölt dal/album | Díj                  | Eredmény |
| ---- | ---------------- | -------------------- | -------- |
| 2010 |                  | Legjobb öt új előadó | Elnyerte |
| 2010 |                  | Legjobb új előadó    | Elnyerte |
| 2013 | Alive            | Legjobb három album  | Elnyerte |

### MTV Video Music AwardsJapan
| Év   | Jelölt dal/album | Díj                     | Eredmény |
| ---- | ---------------- | ----------------------- | -------- |
| 2010 | Gara Gara Go!!   | Legjobb újonc videóklip | Elnyerte |
| 2010 | Koe vo kikaszete | Legjobb popvideó        | Elnyerte |

## Nemzetközi

### MTV Europe Music Awards
| Év   | Jelölt dal/album      | Díj                       | Eredmény |
| ---- | --------------------- | ------------------------- | -------- |
| 2011 |                       | Legjobb nemzetközi előadó | Elnyerte |
| 2011 | Legjobb ázsiai előadó | Elnyerte                  |          |

### MYX Music Award (Fülöp-szigetek)
| Év   | Jelölt dal/album | Díj                 | Eredmény |
| ---- | ---------------- | ------------------- | -------- |
| 2012 | Tonight          | Kedvenc K-pop-videó | Jelölve  |

### MTV TRL Awards (Olaszország)
| Év   | Jelölt dal/album | Díj              | Eredmény |
| ---- | ---------------- | ---------------- | -------- |
| 2012 |                  | Legjobb rajongók | Elnyerte |

### World Music Awards
| Év   | Jelölt dal/album | Díj                       | Eredmény |
| ---- | ---------------- | ------------------------- | -------- |
| 2012 |                  | A világ legjobb együttese | Jelölve  |

## Egyéb díjak és elismerések
| Év   | Díj |
| ---- | --- |
| 2007 | - 8th MBC Korean Visual Arts Festival: Legfotogénebb férfi előadó |
| 2008 | - 2008 Nickelodeon Korea Kids Choice Awards: Legjobb férfi előadó - 35. Korea Broadcast Award: Újonc-díj |
| 2009 | - 21. Korea PD Awards: Legjobb előadó - 2009 Nickelodeon Korea Kids' Choice Awards: Legjobb férfi előadó - 2009 Best Hits Song Festival : Arany előadó - 42. Japan Cable Broadcasting Award: Legjobb újonc - Kulturális- és sportminisztérium: Az év művésze |
| 2010 | - United Nation Asia Pacific Global Tolerance with Music 2010: Global Unity Award - Japanese Grand Prix du Disque: Legjobb újonc - Space Shower Music Video Awards: Legjobban koreografált videóklip                                                         |
| 2011 | - 2011 Singapore Entertainment Awards (SEA): Legnépszerűbb koreai előadó - 3. Melon Music Awards: Top 10 |
| 2012 | - 1. Kaon Zenei Díjkiosztó: Az év előadója (2011 április) (Tonight) - Melon Music Awards: Top 10 előadó |

## Televíziós slágerlista-győzelmek
A Bigbang 2007-től 2012 májusáig a négy nagy koreai televíziós slágerlista élén összesen 55 alkalommal szerepelt, nyolc dallal. 

### Music Bank
| Év   | Dátum          | Dal           |
| ---- | -------------- | ------------- |
| 2007 | szeptember 7.  | Lies          |
| 2007 | október 5.     | Lies          |
| 2007 | október 19.    | Lies          |
| 2007 | december 14.   | Last Farewell |
| 2007 | december 21.   | Last Farewell |
| 2008 | január 11.     | Last Farewell |
| 2008 | augusztus 22.  | Haru Haru     |
| 2008 | szeptember 5.  | Haru Haru     |
| 2008 | szeptember 12. | Haru Haru     |
| 2008 | szeptember 19. | Haru Haru     |
| 2008 | szeptember 26. | Haru Haru     |
| 2008 | november 21.   | Sunset Glow   |
| 2008 | november 28.   | Sunset Glow   |
| 2008 | december 16.   | Sunset Glow   |
| 2011 | március 4.     | Tonight       |
| 2011 | március 11.    | Tonight       |
| 2011 | szeptember 17. | Tonight       |
| 2011 | április 22.    | Love Song     |
| 2012 | március 9.     | Blue          |
| 2012 | március 16.    | Blue          |

### Inkigayo
| Év   | Dátum         | Dal           |
| ---- | ------------- | ------------- |
| 2007 | szeptember 9. | Lies          |
| 2007 | december 16.  | Last Farewell |
| 2007 | december 16.  | Last Farewell |
| 2008 | január 13.    | Last Farewell |
| 2008 | augusztus 24. | Haru Haru     |
| 2008 | augusztus 31. | Haru Haru     |
| 2008 | szeptember 7. | Haru Haru     |
| 2008 | november 30.  | Sunset Glow   |
| 2008 | december 7.   | Sunset Glow   |
| 2008 | december 14.  | Sunset Glow   |
| 2011 | március 6.    | Tonight       |
| 2011 | március 13.   | Tonight       |
| 2011 | március 20.   | Tonight       |
| 2011 | április 17.   | Love Song     |
| 2011 | április 24.   | Love Song     |
| 2011 | május 1.      | Love Song     |
| 2012 | március 11.   | Blue          |
| 2012 | március 11.   | Blue          |
| 2012 | március 18.   | Blue          |

### M! Countdown
| Év   | Dátum          | Dal            |
| ---- | -------------- | -------------- |
| 2007 | szeptember 27. | Lies           |
| 2007 | august 25.     | Lies           |
| 2008 | január 17.     | Last Farewell  |
| 2008 | augusztus 28.  | Haru Haru      |
| 2008 | szeptember 4.  | Haru Haru      |
| 2008 | szeptember 11. | Haru Haru      |
| 2008 | szeptember 25. | Haru Haru      |
| 2008 | december 4.    | Sunset Glow    |
| 2011 | március 13.    | Tonight        |
| 2011 | március 20.    | Tonight        |
| 2011 | március 27.    | Tonight        |
| 2011 | április 28.    | Love Song      |
| 2012 | március 8.     | Blue           |
| 2012 | március 15.    | Fantastic Baby |
| 2012 | március 23.    | Fantastic Baby |

### Music on Top
| Év   | Dátum       | Dal  |
| ---- | ----------- | ---- |
| 2012 | március 14. | Blue |